# كايلوس

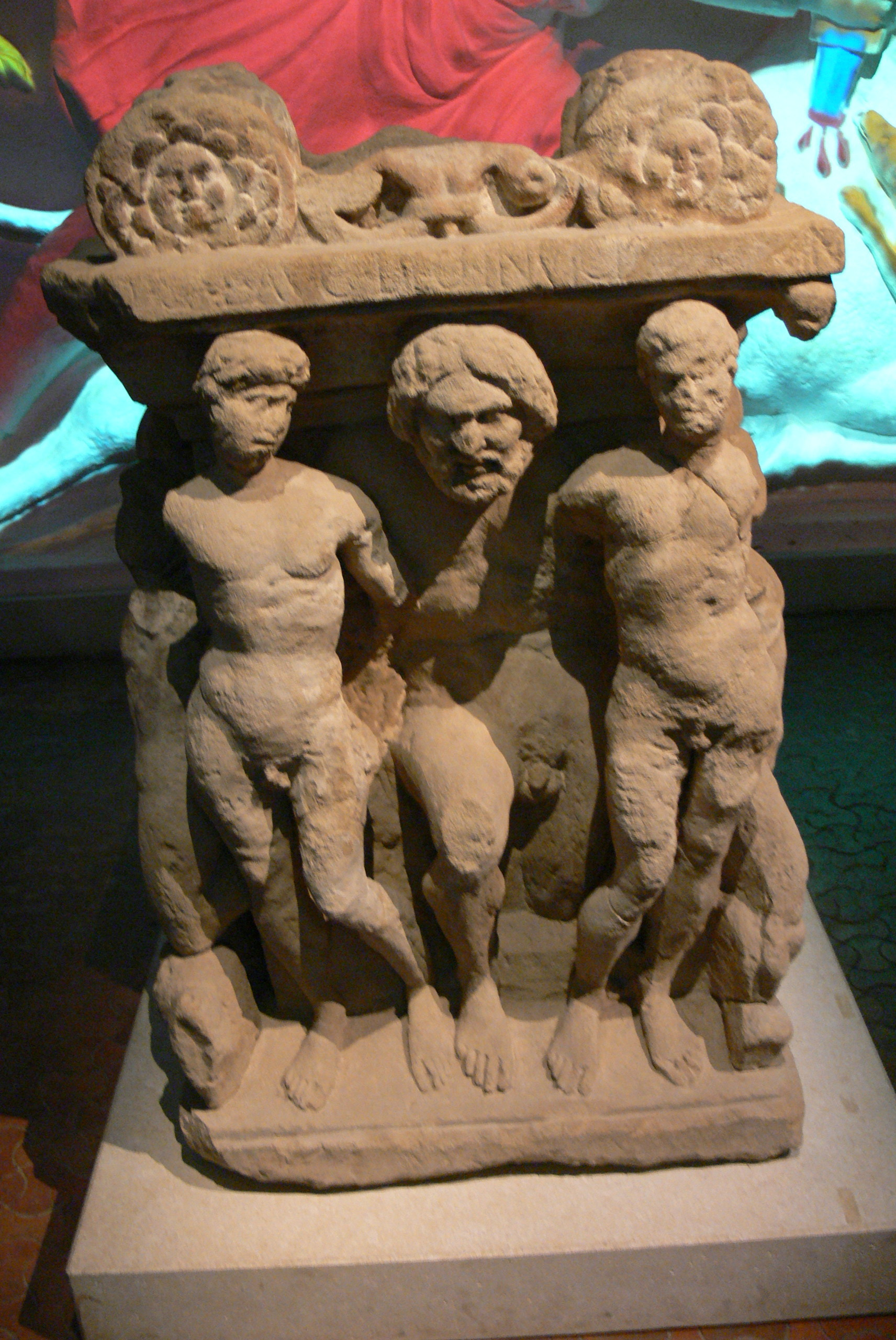
تمثال لكايلوس من القرن الثالث الميلادي يصوره مع تجسيدين لموسم البرد والحر موجود في متحف كارنوتوم في النمسا

كايلوس أو كويلوس (باللاتينية: Caelus) معنى اسمه السماء أو الجنة، وهو إله بدائي روماني وهو اله السماء واللاهوت والفن والأدب وهو زوج الإلهة تيرا والمكافئ الذكر لها. بعص المصادر مثل ماكروبيوس ذكر بأنه نشأ من الفوضى مع ساتورن، فيما ذكر كل من شيشرون وهيجينوس أنه ابن كل من أيثر وديس. من خلال علاقته مع تيرا أصبح والد لكل من يانوس وأوبس.